# 河野伊一郎
河野 伊一郎（こうの いいちろう 1939年9月 - ）は、日本の工学者、教育者、工学博士。岡山大学教授、同大学第11代学長などを歴任した。岡山大学名誉教授。2015年から2021年まで倉敷芸術科学大学の学長を務めた。2021年から同大学学長顧問を務める。

## 概要
専攻は工学（特に土木工学、地盤工学）。
滋賀県守山市出身。2014年に瑞宝重光章を受章した。
- 1961年 - 京都大学工学部 卒業
- 1966年 - 同 大学院工学研究科 修了、同大学 講師
- 1968年 - 同 助教授
- 1975年 - 岡山大学 助教授
- 1976年 - 同 教授
- 1999年 - 同 学長（第11代）
- 2005年 - 同 学長退任、国立高等専門学校機構理事長
- 2015年 - 倉敷芸術科学大学 学長[2][3]
- 2021年 - 同 学長顧問

## 受賞・栄典
- 1970年 土質工学会奨励賞
- 1981年 山陽技術賞
- 1988年 土質工学会功労賞[3]
- 2014年 瑞宝重光章